# Palacio de Blérancourt y Jardines del Nuevo Mundo
El palacio de Blérancourt (en francés: château de Blérancourt), antiguo castillo de los duques de Gesvres, es un château francés situado en la comuna de Blérancourt, departamento de Aisne, en la región de Alta Francia. Actualmente es la sede del museo franco-americano del palacio de Blérancourt. El palacio fue objeto de varias clasificaciones e inscripciones en el título de los monumentos históricos en 1925, 1932, 1933 y 2002.
Los Jardines del Nuevo Mundo (en francés: Jardins du Nouveau Monde) son un jardín botánico y un pequeño arboreto de 1 hectárea de extensión, administrado por una sociedad sin ánimo de lucro, que se encuentra en Blérancourt, Francia. Está abierto al público todo el año. 

## Historia

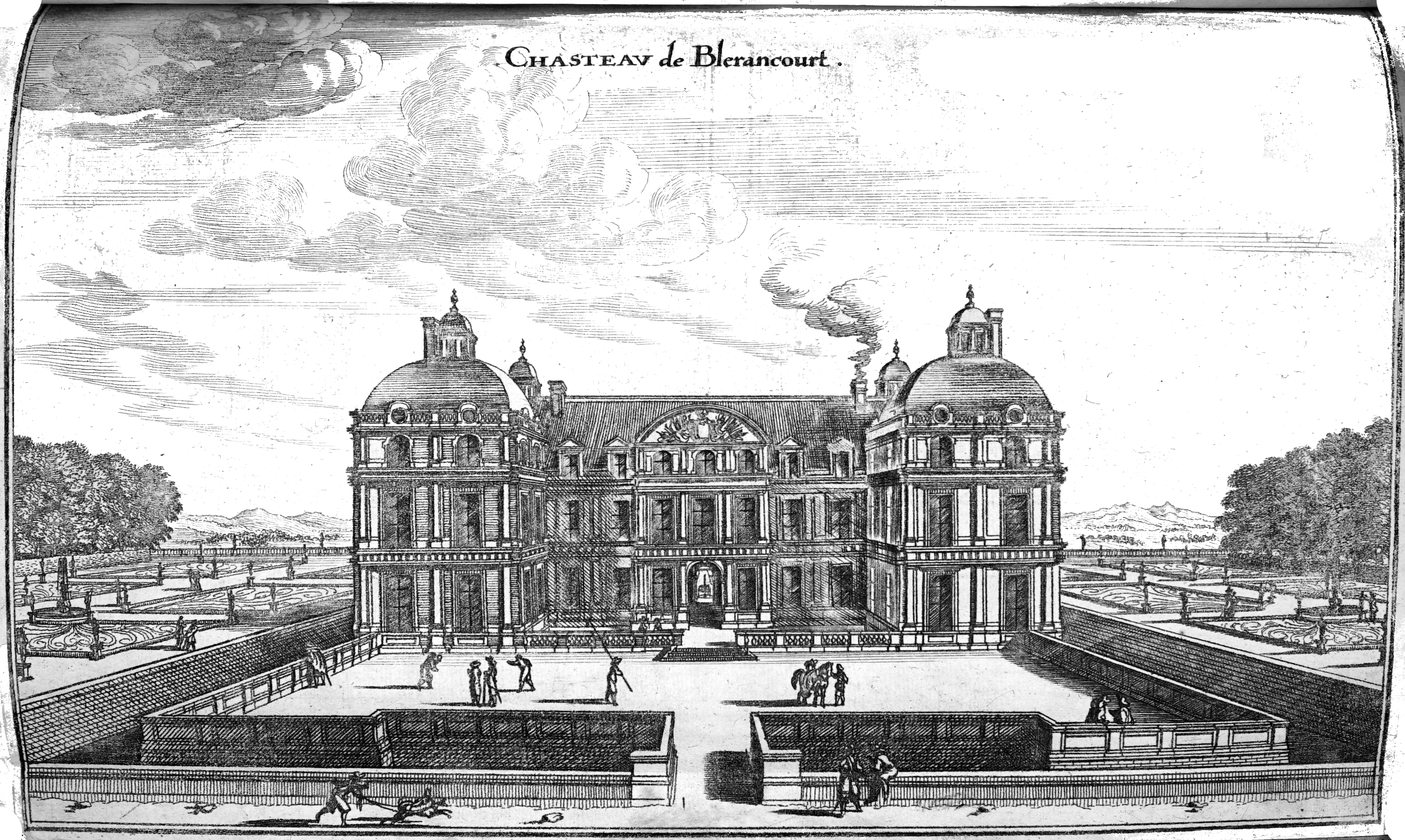
Grabado de Martin Zeiller (mitad del siglo XVII

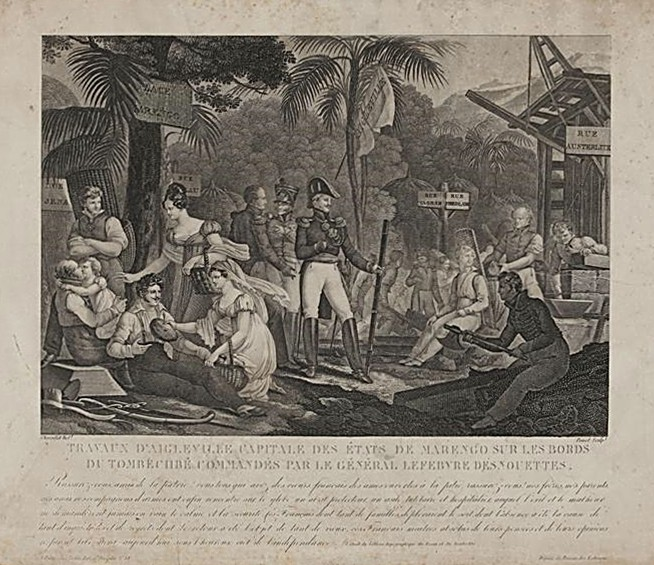
Grabado sobre la colonia de Aigleville, 1819, siendo parte de los fondos del Musée national de la Coopération Franco-américaine.

El castillo, rodeado de fosos, fue construido en piedra tallada, según los planos del arquitecto Salomon de Brosse desde 1612 hasta 1619 para servir como residencia de campo a la familia Potier de Gesvres. El corps de logis central y dos pabellones separados se construyeron sobre una terraza artificial. Los dos pabellones anunciaron, por su elegancia, las folies del siglo XVIII (pequeños edificios de placer dispuestos en los parques). Se accede al palacio por un puente y un portal monumental.
En la Revolución francesa fue declarado bien national y el edificio principal fue demolido. Se subastaron los elementos decorativos y los materiales de construcción recuperables. Solo se conservaron en el lugar el gran portal y los dos pabellones separados.
Durante la Primera Guerra Mundial, lo que quedaba del palacio quedó muy dañado.
Desde 1917, los edificios restantes albergaron el cuartel general del Comité estadounidense para las regiones devastadas (Comité américain pour les régions dévastées, CARD)) a instancias de una rica filántropa estadounidense, Anne Morgan, hija del financiero J. Pierpont Morgan. En 1918, la ofensiva alemana completó la destrucción del edificio. Anne Morgan compró las ruinas en 1919. La reconstrucción comenzó en 1924 bajo la dirección del arquitecto Jean Trouvelot (1897-1985). De 1928 a 1930, se construyó un nuevo edificio en el sitio del antiguo palacio para albergar un museo. En 1938, el pabellón sur, el pavillon des volontaires (‘Pabellón de Voluntarios’), fue reconstruido para acoger los recuerdos de los voluntarios estadounidenses en la Gran Guerra.
Lo que queda del palacio de Blérancourt alberga hoy el museo francoamericano del palacio de Blérancourt, rodeado por su parque, llamados jardines del Nuevo Mundo. 

## Clasificación y protección
El edificio fue protegido como monumento histórico en cuatro entregas entre 1925 y 2002.
- La puerta de entrada, así como sus dos pabellones de esquina, fue objeto de una clasificación en el título de los monumentos históricos el 2 de abril de 1925.
- El conjunto formado por la puerta de entrada principal, así como las fachadas y cubiertas de los dos pabellones contiguos, fue objeto de una nueva clasificación el 19 de agosto de 1932.
- La puerta de piedra llamada du potager  fue objeto de una nueva clasificación el 16 de mayo de 1933.
- Los muros y protecciones (el puente, los fosos, la terraza, los muros de cierre que rodean los jardines), así como los comunes y las partes del suelo que presentan interés arqueológico fueron inscritas por orden del 28 de septiembre de 2001 en un primer momento. Este conjunto se revisó y fue objeto de una inscripción en el título de los monumentos históricos el 1 de febrero de 2002.

## Museo francoamericano del palacio de Blérancourt

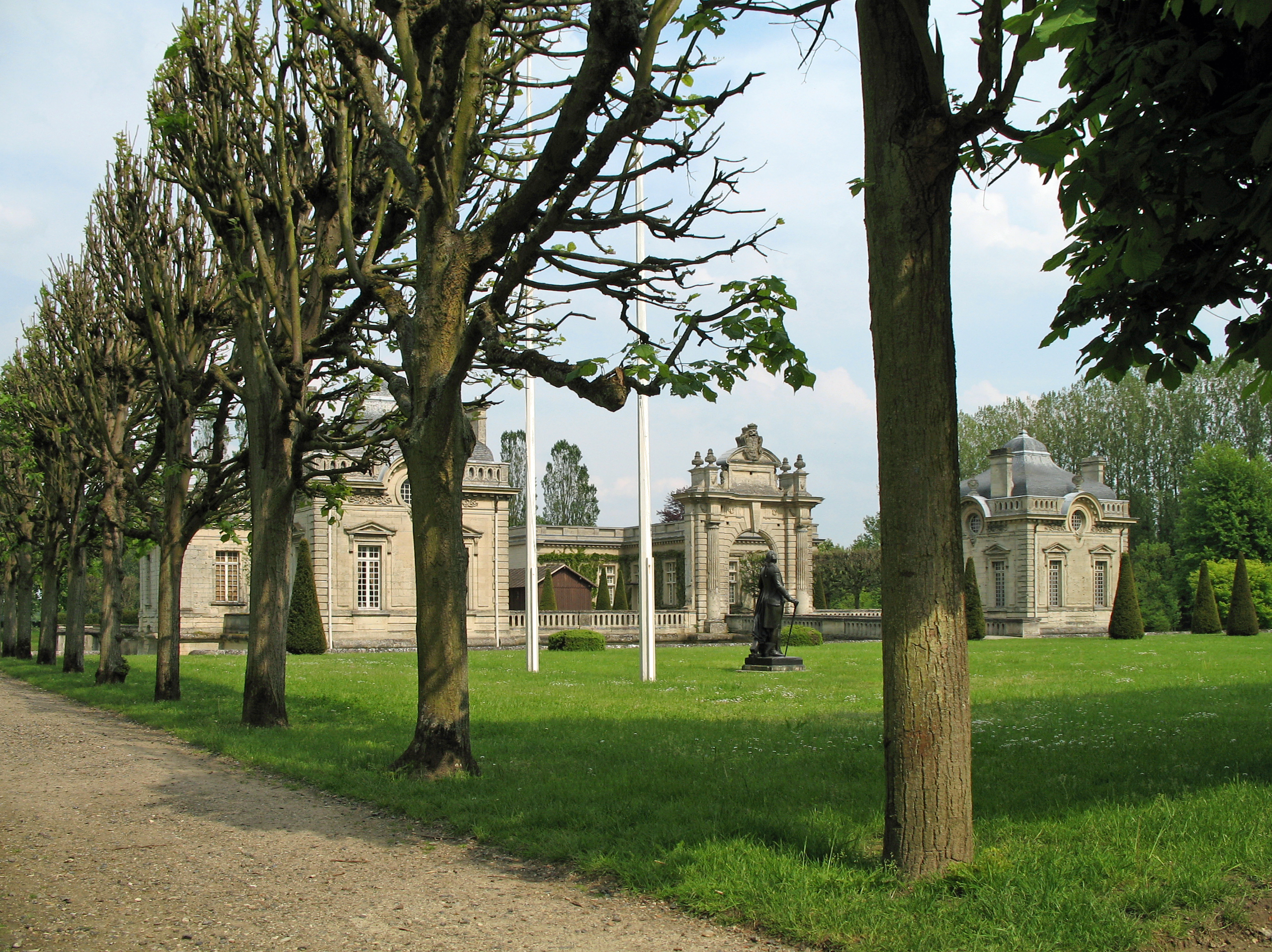
Paseo plantado y estatua

El museo francoamericano del palacio de Blérancourt fue creado por iniciativa de Anne Morgan. Entonces denominado Museo histórico franco-americano, el museo, así como sus colecciones, serán luego donados a la comuna de Blérancourt y se convertirán en 1931 en el museo nacional de la cooperación franco-estadounidense y después en el museo franco-americano del palacio de Blérancourt.
El museo alberga en especial una colección de obras de arte relacionadas con el nacimiento de la amistad franco-estadounidense en el siglo XVIII y con los intercambios artísticos entre los dos países en los siglos XIX y XX, en especial obras de Joseph-Félix Bouchor. También alberga recuerdos de la Primera Guerra Mundial y fotografías y películas de los fondos documentales de Anne Morgan.
El museo ha sido objeto de una primera campaña de renovación en 1989 confiada a los arquitectos Yves Lion y Alan Levitt. Una segunda fase de renovación y expansión comenzó en 2006. Diseñado nuevamente por Yves Lion y Alan Levitt, aumentará el espacio de exposición en un 50 %. El museo se renovó y volvió a abrir el 4 de julio de 2017. La renovación fue inaugurada el 24 de junio de 2017 por Françoise Nyssen.

## Jardines del Nuevo Mundo
El jardín botánico fue creado en 1986 en los terrenos que ocupaba el jardín de hierbas de la cocina del Château de Blérancourt. Creados por los paisajistas francés y estadounidenses, Michel Boulcourt, Madison Cox, y Mark Rudkin y financiado por mecenas estadounidenses —American Friends of Blérancourt y Colonial Dames of America—, los jardines del Nuevo Mundo (Jardins du Nouveau Monde) fueron plantados con especies nativas de Norteamérica rodean el castillo.
Un arboreto completa el jardín y reagrupa una sobresaliente colección de especies americanas que han sido elegidos por sus arce caída colores otoñales: roble, castaño, liquidambar, magnolia de Virginia.

### Colecciones
El jardín botánico alberga plantas del hemisferio occidental, distribuidas en 4 secciones:
- Le jardin de printemps (‘Jardín de primavera’): aquileas, iris, jazmines, peonias, amapolas, y wisteria; diseñado por Mark Rudkin en 1997.

- Le jardin d'été (‘Jardín de verano’): Árboles tuliperos de Virginia junto a plantas ornamentales de flor incluyendo plantas del tabaco y parterres de lirios americanos; diseñado por Madison Cox en 1989.

- Le jardin d'automne (‘Jardín de otoño’): aster, cosmos, dalias, heliotropios, y girasoles; diseñado por Mark Rudkin y Michel Boulcourt en 1989.

- Arboreto: liquidambar, acer, roble, sequoia, etc.; diseñado por Mark Rudkin y Michel Boulcourt en 1986.